# Барро, Жак
Жак Барро́ (фр. Jacques Barrot; 3 февраля 1937, Иссенжо, Франция — 3 декабря 2014, Нёйи-сюр-Сен, Франция) — французский государственный деятель, европейский комиссар юстиции (2008—2010), по вопросам транспорта (2004—2008), по региональной политике (2004).

## Биография
Изучал право и социологию в Институте политических исследований (Париж).
В 1976—1986 годах был членом регионального парламента Оверни. В 1989—2001 годах был мэром Иссенжо. В 1976—2004 годах — председателем Совета Верхней Луары.
Избирался депутатом Национального собрания Франции (1967—2004). В 1986—1988 годах — председатель парламентского комитета по культуре, в 1993—1995 годах — председатель комиета по вопросам финансов. В течение нескольких лет являлся генеральным секретарем Центра социальных демократов (CDS). В 1991—1993 годах возглавлял фракцию «Союза центра» в Национальном собрании, в 1993—1995 годах — заместитель руководителя фракции Союза за французскую демократию (UDF). В 2002—2004 годах — председатель фракции «Союза за народное движение», являлся представителем его правого крыла.
Неоднократно входил в правительство Франции:
- 1974—1978 — государственный секретарь по вопросам жилищного строительства,
- 1977—1978 — одновременно государственный секретарь по вопросам инфраструктуры и планирования в жилищном строительстве,
- 1978—1979 — министр торговли и ремесёл,
- 1979—1981 — министр здравоохранения и социального обеспечения,
- 1995—1997 — министр труда и социальных дел.

В 2000 году был осуждён французским судом к восьми годам условно за растрату 2 млн евро бюджетных средств в пользу своей партии.
Продолжил карьеру в Европейской комиссии после того как президент Франции Жак Ширак предоставил политику амнистию:
- 2004—2010 — заместитель председателя Европейской комиссии,
- 2004 — комиссар ЕС по вопросам региональной политики,
- 2004—2008 — комиссар ЕС по вопросам транспорта, за деятельность на этом посту был награждён премией European Railway Award (2013),
- 2008—2010 — комиссар ЕС по вопросам юстиции, свободы и безопасности.

Активно работал над проектами «Галилео», предоставлением гарантий пассажирам воздушных судов и проектом «Единое небо Европы».
С 2010 года являлся членом Конституционного совета Франции.
Скончался 3 декабря 2014 года по дороге домой, на станции Парижского метрополитена «Ле-Саблон».